# Elección para gobernador de Nuevo México de 2014
La elección para gobernador de Nuevo México de 2014 tuvo lugar el 4 de noviembre. En las elecciones generales, Susana Martínez (republicana) fue reelegida gobernadora con el 57.2% de los votos contra el 42.8% del candidato demócrata, Gary K. King.

## Primaria republicana

### Candidatos
- Susana Martínez, gobernadora titular y exfiscal del condado de Doña Ana

### Resultados
|  | 100 % |

|  | 100 % |

## Primaria demócrata

### Candidatos

#### Nominado
- Gary K. King, procurador general de Nuevo México, candidato a gobernador en 1998 y 2002 e hijo del exgobernador Bruce King[4]

#### Eliminado en primarias
- Linda M. López, senadora estatal[5]
- Howie Morales, senador estatal[6]
- Lawrence Rael, ex director ejecutivo estatal de la Farm Service Agency, ex CAO de Albuquerque y candidato a vicegobernador en 2010[7]
- Alan Webber, empresario[8]

### Encuestas
| Fuente de la encuesta                                            | Fecha(s) de realización | Tamaño de muestra | Margen de error | Gary King | Linda López | Howie Morales | Lawrence Rael | Alan Webber | Indecisos |
| ---------------------------------------------------------------- | ----------------------- | ----------------- | --------------- | --------- | ----------- | ------------- | ------------- | ----------- | --------- |
| Journal Poll Archivado el 3 de marzo de 2016 en Wayback Machine. | 20-22 de mayo de 2021   | 631 (LV)          | ± 3.9%          | 22%       | 5%          | 12%           | 16%           | 16%         | 29%       |
| Public Policy Polling                                            | 20-23 de marzo de 2021  | 327 (LV)          | ± 5.4%          | 34%       | 13%         | 15%           | 7%            | 5%          | 27%       |

### Resultados
|  | 35.02 % |

|  | 22.64 % |

|  | 19.82 % |

|  | 14.28 % |

|  | 8.22 % |

|  | 100 % |

## Encuestas
| Fuente de la encuesta                                                         | Fecha(s) de realización               | Tamaño de muestra | Margen de error | Susana Martinez (R) | Gary King (D) | Otro Indecisos |
| ----------------------------------------------------------------------------- | ------------------------------------- | ----------------- | --------------- | ------------------- | ------------- | -------------- |
| Research & Polling Inc.* Archivado el 14 de abril de 2016 en Wayback Machine. | 21-23 de octubre de 2014              | 614               | ± 4%            | 53%                 | 38%           | 9%             |
| CBS News/NYT/YouGov*                                                          | 16-23 de octubre de 2014              | 962               | ± 6%            | 50%                 | 38%           | 12%            |
| Public Opinion Strategies*                                                    | 5-7 de octubre de 2014                | 500               | ± 4.38%         | 55%                 | 36%           | 9%             |
| Gravis Marketing                                                              | 27 de septiembre-1 de octubre de 2014 | 727               | ± 4%            | 48%                 | 44%           | 8%             |
| CBS News/NYT/YouGov                                                           | 20 de septiembre-1 de octubre de 2014 | 1,093             | ± 4%            | 48%                 | 41%           | 11%            |
| Rasmussen Reports*                                                            | 22-23 de septiembre de 2014           | 830               | ± 4%            | 50%                 | 37%           | 12%            |
| Research & Polling Inc.* Archivado el 15 de abril de 2016 en Wayback Machine. | 9-11 de septiembre de 2014            | 603               | ± 4%            | 54%                 | 36%           | 10%            |
| CBS News/NYT/YouGov                                                           | 18 de agosto-2 de septiembre de 2014  | 1,096             | ± 4%            | 48%                 | 43%           | 9%             |
| Research & Polling Inc.* Archivado el 15 de abril de 2016 en Wayback Machine. | 12-14 de agosto de 2014               | 606               | ± 4%            | 50%                 | 41%           | 9%             |
| CBS News/NYT/YouGov*                                                          | 5-24 de julio de 2014                 | 931               | ± 3.6%          | 51%                 | 44%           | 10%            |
| Rasmussen Reports                                                             | 21-22 de julio de 2014                | 860               | ± 4%            | 43%                 | 43%           | 14%            |
| Lake Research Partners^                                                       | 7-10 de julio de 2014                 | 600               | ± 4%            | 45%                 | 39%           | 15%            |
| Public Opinion Strategies*                                                    | 24-26 de junio de 2014                | 600               | ± 4%            | 54%                 | 38%           | 8%             |
| BWD Global*                                                                   | 10-11 de junio de 2014                | 1,562             | ± 2.5%          | 53%                 | 40%           | 7%             |
| Public Policy Polling                                                         | 20-23 de marzo de 2014                | 674               | ± 3.8%          | 47%                 | 42%           | 11%            |
| Public Policy Polling                                                         | 13-16 de julio de 2012                | 724               | ± 3.6%          | 51%                 | 39%           | 10%            |

## Resultados
|  | 57.20 % |

|  | 42.80 % |

|  | 100 % |

|  | 40.35 % |